# Čačalaka
Čačalaka (lat. Ortalis) je rod ptica iz porodice Cracidae. Ptice iz ovog roda žive u šumovitim staništima južnog SAD-a (Teksas), Meksiku, te Središnjoj i Južnoj Americi. Jako su društvene i dosta glasne. Relativno su male veličine. 

## Vrste
- Ortalis canicollis
- Ortalis vetula
- Ortalis cinereiceps
- Ortalis garrula
- Ortalis ruficauda
- Ortalis erythroptera
- Ortalis wagleri
- Ortalis poliocephala
- Ortalis leucogastra
- Ortalis guttata
- Ortalis motmot
- Ortalis superciliaris

### Prapovijesne vrste
Rod Ortalis ima jako siromašnu fosilnu dokumentaciju, ograničenu samo na nekoliko vrsta. Kako bilo, ti fosilni nalazi pokazuju da su ove ptice uglavnom evoluirale u Sjevernoj i Srednjoj Americi.
- Ortalis tantala (Rani miocen, Nebraska, SAD)
- Ortalis pollicaris (Srednji miocen, Južna Dakota, SAD)
- Ortalis affinis (Rani pliocen, Trego County, SAD)
- Ortalis phengites (Rain pliocen, Sioux County, SAD)

Za fosil iz ranog miocena, Boreortalis iz Floride, također je moguće da pripada istom rodu kao i postojeće vrste.